# Castelo Balfour

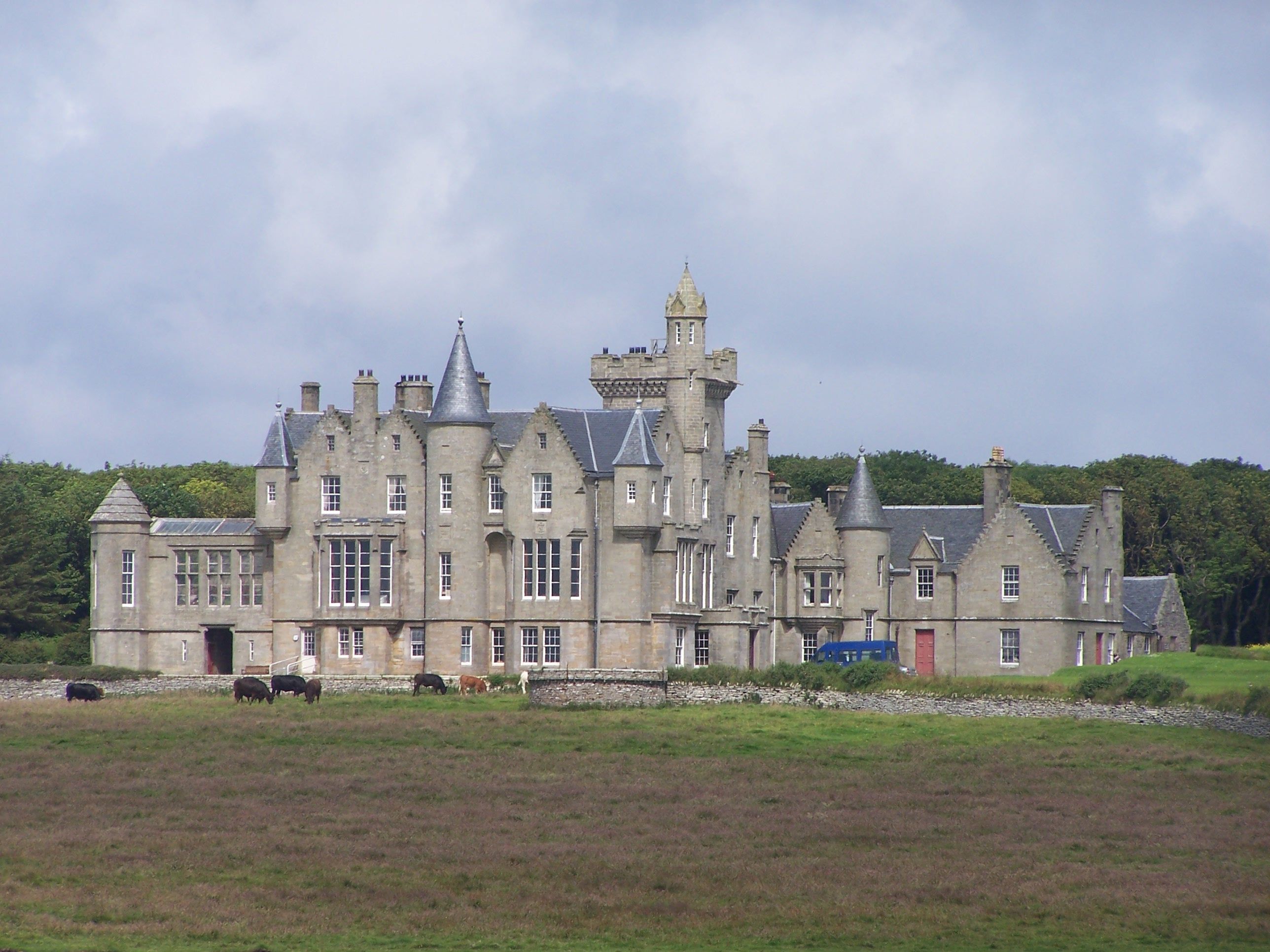
Castelo Balfour, Escócia

O Castelo Balfour (em inglês:  Balfour Castle) é um castelo do século XIX localizado em Shapinsay, Órcades, Escócia.

## História
As terras de Sound, West Shapinsay, foram adquiridas pela família Buchanan aos Tulloch no século XVII, passando para os Fea de Clestrain, Stronsay em 1720; depois para Laing de Papdale, St. Ola em 1770 e mais tarde para os Balfour de Trenabie, Westray, de quem o castelo foi construído.
O castelo foi construído pelo arquiteto David Bryce em 1846, terminando em 1859.
Encontra-se classificado na categoria "A" do "listed building" desde 8 de dezembro de 1971.

## Estrutura
O complexo é constituído por uma mansão do século XIX, incorporada pela Cliffdale House provavelmente do início século XVII.